# Johann Nicolaus Frobesius
Johann Nicolaus Frobesius (também Johann Nikolaus Frobes ou Johann Nicolaus Froböse; Goslar, 7 de janeiro de 1701 – Helmstedt, 11 de setembro de 1756) foi um filósofo e matemático alemão.
Johann Nicolaus frequentou a partir de 1720 durante três anos a Universidade de Helmstedt. Passou um período de estudos de dois anos na Universidade de Halle-Wittemberg e na Universidade de Marburgo. Colecionou diversas correspondências (dentre elas de Gottfried Wilhelm Leibniz), que foram encontradas nos despojos de Johann Friedrich Pfaff e atualmente depositadas na Universidade de Halle-Wittemberg.

## Obras
- Frobes, Johann Nicolaus (1750). Historica et dogmatica ad mathesin introductio (em latim). [S.l.]: Christian Friedrich Weygand
- Rudimenta biographiae mathematicae, 1751, 1754, 1755